# Adam Shaban
Adam Shaban (28 febbraio 1983) è un ex calciatore keniota, difensore.

## Carriera

### Club
Shaban vestì la maglia del Mathare United, prima di trasferirsi al Tusker. Nel 2008, passò ai norvegesi del Nybergsund-Trysil, per cui esordì nella 1. divisjon in data 31 agosto: sostituì Lars Erik Bredvold nella vittoria per 4-0 sullo Hødd. Vi rimase in forza fino al 2010.

### Nazionale
Conta 33 presenze per il Kenya, con cui ha tra l'altro anche partecipato alla Coppa d'Africa del 2004.

## Palmarès

### Club

#### Competizioni nazionali
- Kenyan Premier League: 1

Tusker: 2007